# 東京都立淵江高等学校
東京都立淵江高等学校（とうきょうとりつふちえこうとうがっこう）は、東京都足立区東保木間二丁目に所在する都立高等学校。

## 概要
1971年、足立区の都立高校では3校目の普通科高校として開校。北海道情報大学と高大連携を結んでいる。

## 沿革
- 1971年
  - 1月1日 足立区保木間360番地にて開校決定。
  - 1月8日 開設事務所を東京都立江北高等学校内に設置。学校群制度には組み込まれず、単独選抜制度導入。
  - 4月13日 足立文化会館に於いて第1回入学式挙行、8学級376名入学。
- 1972年10月14日 開校記念行事開催。
- 1974年3月14日 第1回卒業証書授与式挙行、371名卒業。
- 1980年11月22日 創立10周年記念式典挙行。
- 1990年12月1日 創立20周年記念式典挙行。
- 1982年 グループ合同選抜制度導入、江北・足立・足立西・足立東・青井・足立新田の各校と52グループを組む。
- 1990年12月1日 創立20周年記念式典挙行。
- 1994年 単独選抜制度導入。
- 2001年12月1日 創立30周年記念式典挙行。
- 2011年3月13日 第38回卒業証書授与式挙行、188名卒業。

## 部活動
体育系クラブ
男子バスケット部
女子バスケット部
男子バレー部
女子バレー部
剣道部
サッカー部
男子硬式テニス部
女子硬式テニス部
硬式野球部
陸上競技部
ダンス部
バドミントン部
卓球部
ビーチボールバレー部
合気道部
水泳部
柔道同好会
-文化系クラブ-   
演劇部
新聞部
和太鼓部 
天文地学部
華道部
イラスト部
吹奏楽部
家庭科部
茶道部
生物部
美術部
軽音部
物理コンピュータ部
囲碁同好会
放送同好会
コーラスパフォーマンス同好会

## 交通
- 東武伊勢崎線（東武スカイツリーライン）「竹ノ塚駅」徒歩30分
- 首都圏新都市鉄道つくばエクスプレス「六町駅」徒歩25分
- 東武バス[1]
  - 竹17「足立総合スポーツセンター」下車 徒歩2分
  - 綾40「保木間二丁目」下車 徒歩2分
  - 綾24「東保木間」下車 徒歩5分

## 著名な出身者
- 井出遥也（サッカー選手）
- 坂間叶夢（プロボクサー）
- 近藤謙司（登山家）
- 林家なな子（落語家）
- 藤川清彦（元俳優）
- 朱川湊人（直木賞作家）